# Бушар, Эжени
Эжени́ (Жени́) Буша́р (фр. Eugenie "Genie" Bouchard; род. 25 февраля 1994 года в Уэстмаунте, Канада) — франкоканадская профессиональная теннисистка. Финалистка Уимблдонского турнира 2014 года в одиночном разряде; полуфиналистка двух турниров Большого шлема в одиночном разряде (Открытый чемпионат Австралии, Открытый чемпионат Франции-2014); обладательница Кубка Билли Джин Кинг в составе сборной Канады (2023); победительница двух турниров WTA (из них один в одиночном разряде).
Среди юниоров — победительница одного турнира Большого шлема в одиночном разряде (Уимблдон-2012); победительница двух турниров Большого шлема в парном разряде (Уимблдон-2011, -2012); бывшая вторая ракетка мира в юниорском рейтинге.

## Общая информация
Эжени — одна из четырёх детей в семье Мишеля Бушара и Жюли Леклер, у неё есть сестра-близнец Беатрис, а также ещё одна сестра — Шарлотта и брат — Вильям.
Бушар в теннисе с шести лет. На корте она предпочитает активные действия у задней линии, предпочитая бить по восходящему мячу, канадка обладает сильной подачей. Любимое покрытие — хард.
В 2006—2009 годах Эжени Бушар тренировалась в центре Ника Савиано во Флориде, а затем стала работать со специалистами канадского Национального теннисного центра в Монреале.

## Спортивная карьера

### Начало карьеры

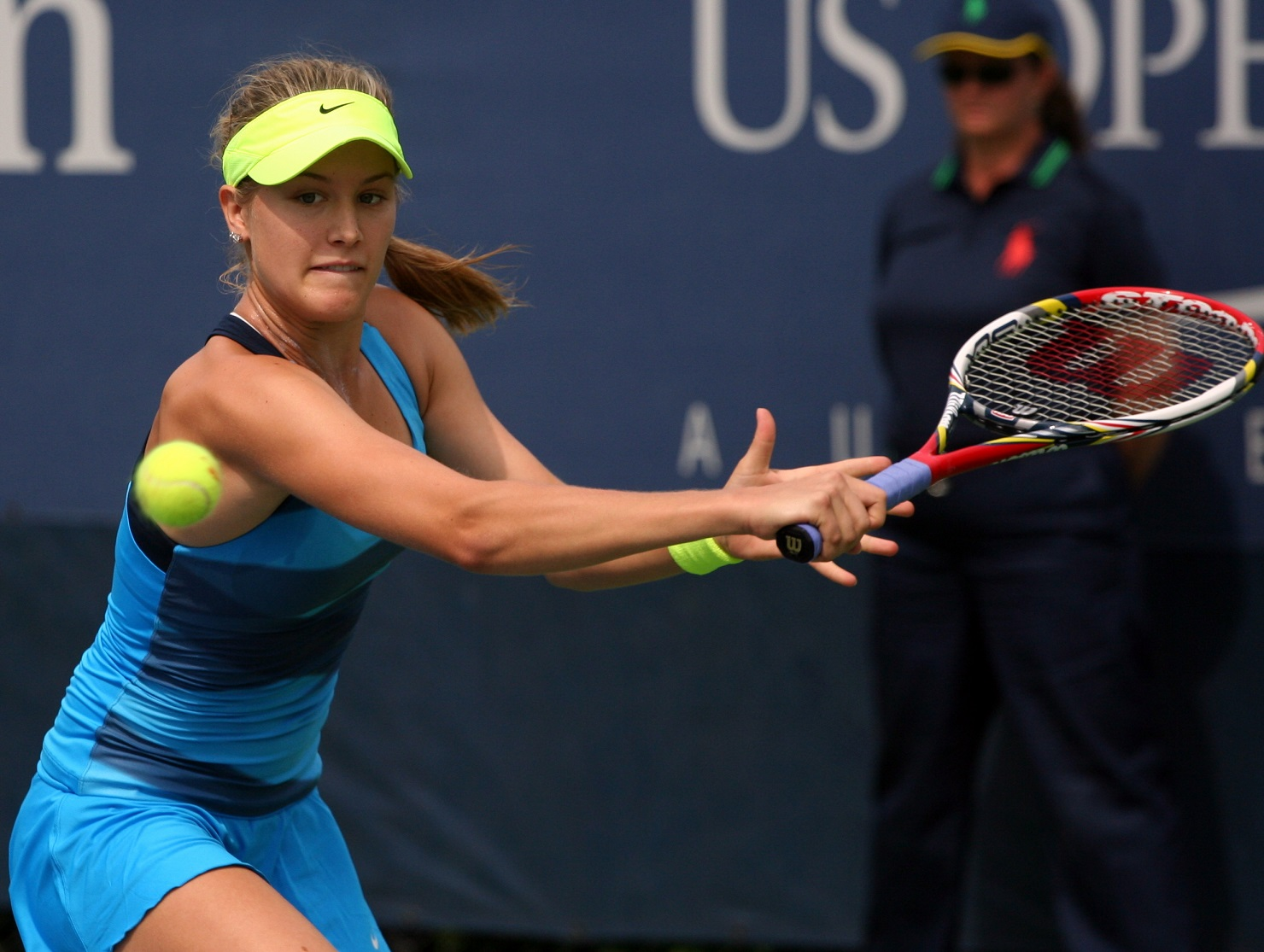
Бушар на Открытом чемпионате США 2012 года

Первые выступления Бушар на турнирах ITF пришлись на 2008 год, когда канадке было 14 лет. В феврале 2011 года она впервые выиграла титул на 25-тысячнике ITF в Австралии. В апреле того же года она выиграла 10-тысячник в Хорватии. Затем она дебютировала за сборную Канады в отборочных раундах Кубка Федерации. В июле в дуэте с представительницей США Грейс Мин Бушар выиграла парные соревнования юниорского Уимблдонского турнира. В июле она впервые сыграла в WTA-туре, получив специальное приглашение на турнир в Колледж-парке. Бушар смогла выиграть стартовый матч у Алисон Риск, а во втором проиграла итоговой победительнице того турнира Надежде Петровой.
В апреле 2012 года Бушар в альянсе с Джессикой Пегулой выиграла парные соревнования 50-тысячника ITF в Дотане. В мае она победила на двух 10-тысячниках ITF в Швеции. В июне Бушар на юниорских соревнованиях Уимблдонского турнира смогла выиграть в одиночном и парном разрядах. В одиночном финале среди девушек она обыграла украинскую теннисистку Элину Свитолину (6:2, 6:2), став первой в истории канадского тенниса спортсменкой, сумевшей выиграть юниорский турнир Большого шлема в одиночном разряде среди девушек.
В парном же разряде Бушар разделила свой успех с американкой Тейлор Таунсенд. В июле канадская спортсменка выиграла 25-тысячник ITF в Канаде и впервые вышла в четвертьфинал на турнирах WTA, сумев сделать это на турнире в Вашингтоне. В ноябре она выиграла 50-тысячник ITF у себя на родине в Канаде.
В 2013 году Бушар обратила на себя внимание своими выступлениями. Первым заметным результатом в сезоне стал выход в четвертьфинал турнира Чарлстоне на который она попала через квалификацию. Во третьем раунде того турнира она впервые обыграла теннисистку из топ-10 — Саманту Стосур (на отказе соперницы во втором сете) и прошла в четвертьфинал. Это позволило канадке попасть в первую сотню мирового рейтинга. В мае она смогла выйти в полуфинал турнира в Страсбурге, а также на Открытом чемпионате Франции впервые выступила в основной сетке турнирах серии Большого шлема. её результатом на Ролан Гаррос стал выход во второй раунд, где она проиграла Марии Шараповой. На Уимблдонском турнире во втором раунде Бушар смогла выиграть у № 12 в мире Аны Иванович и пройти в третий раунд, где она уже уступила Карле Суарес Наварро.
В июле 2013 года Бушар вышла в парный финал в Вашингтоне в партнёрстве с Тейлор Таунсенд. В августе на турнире серии Премьер 5 в Цинциннати она во втором ранде впервые встретилась с действующей первой ракеткой мира Сереной Уильямс и даже смогла выиграть первый сет их встречи, но проиграла два следующих (6-4, 2-6, 2-6). На первом в карьере на Открытом чемпионате США Бушар во втором раунде проиграла Анжелике Кербер. В сентябре она вышла в полуфинал в Квебеке и четвертьфинал в Токио. В октябре на турнире в Осаке Бушар впервые сыграла в финале одиночного турнира и уступила в нём Саманте Стосур со счётом 6-3, 5-7, 2-6. Благодаря своим успешным выступлениям в сезоне 2013 года она была удостоена награды Новичок года от женской теннисной ассоциации и заняла по итогам года 32-е место в рейтинге.

### 2014—2016 (финал Уимблдона)
Начала сезон 2014 года Бушар весьма успешно. На дебютном в основной сетке Открытом чемпионате Австралии она смогла выйти в полуфинал. В борьбе за выход в решающий матч она проиграла Ли На. Выступление в Австралии позволило канадской теннисистке войти в топ-20 мирового рейтинга. В марте на престижном турнире в Индиан-Уэллсе в матче третьего раунда Бушар смогла обыграть теннисистку из первой десятки Сару Эррани. В апреле она вышла в полуфинал грунтового турнира в Чарлстоне, обыграв в 1/4 финала ещё одну теннисистку из топ-10 Елену Янкович. В начале мая она вышла в четвертьфинал в Оэйраше, а в конце месяца Бушар смогла выиграть первый в своей карьере титул WTA. Произошло это на турнире в Нюрнберге, где в финале она обыграла Каролину Плишкову со счётом 6-2, 4-6, 6-3. На Открытом чемпионате Франции Бушар в матче четвёртого раунда обыграла девятую ракетку мира Анжелику Кербер (6-1, 6-2). В четвертьфинале её ожидала испанка Карла Суарес Наварро и Бушар смогла победить и её (7-6(4), 2-6, 7-5). Остановить теннисистку из Канады смогла в полуфинале Мария Шарапова, победившая в трёх сетах (4-6, 7-5, 6-2). Ещё лучше Бушар смогла выступить на Уимблдонском турнире, где по ходу турнира победила четырёх сеянных теннисисток и впервые в карьере вышла в финал Большого шлема, став первой в истории канадского тенниса спортсменкой, сумевшей пробиться в финал взрослого турнира Большого шлема в женском одиночном разряде.
В борьбе за престижный трофей она проиграла чешке Петре Квитовой. Результат Уимблдона позволил 20-летней канадке впервые в карьере подняться в топ-10. заняв 8-ю строчку.
| Стадия  | Соперница (посев)           | Рейтинг | Счёт       |
| 1 раунд | Даниэла Гантухова           | 34      | 7-5 7-5    |
| 2 раунд | Сильвия Солер-Эспиноса (WC) | 75      | 7-5 6-1    |
| 3 раунд | Андреа Петкович (20)        | 20      | 6-3 6-4    |
| 4 раунд | Ализе Корне (25)            | 24      | 7-6(5) 7-5 |
| 1/4     | Анжелика Кербер (9)         | 7       | 6-3 6-4    |
| 1/2     | Симона Халеп (3)            | 3       | 7-6(5) 6-2 |
| Финал   | Петра Квитова (6)           | 6       | 3-6 0-6    |

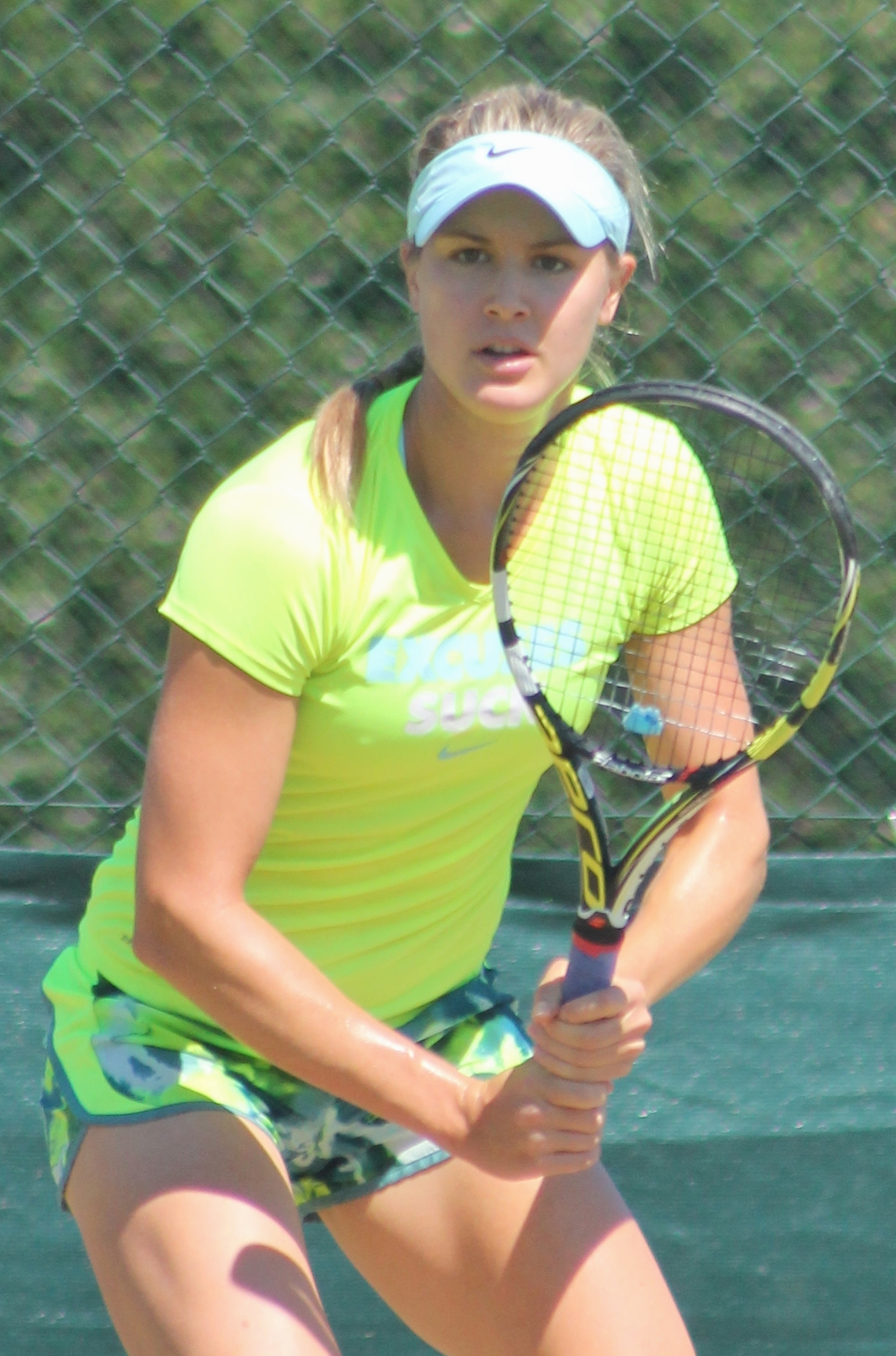
Бушар на Уимблдонском турнире 2014 года

На Открытом чемпионате США 2014 года Бушар впервые в сезоне не вышла в полуфинал на Большом шлеме, проиграв в четвёртом раунде Екатерине Макаровой. В конце сентября она вышла в финал на премьер-турнире в Ухане, обыграв в 1/2 финала № 7 в мире Каролину Возняцки (6-2, 6-3). В решающем матче Бушар уступила Петре Квитовой (3-6, 4-6). В октябре канадка вошла уже в первую пятерку одиночного рейтинга. В конце сезона она выступила на Итоговом турнире года. В своей группе Бушар проиграла все три матча: Серене Уильямс, Симоне Халеп и Ане Иванович. По итогам 2014 года она заняла 7-е место в женской классификации и получила ещё одну награду WTA — на этот раз за «лучший прогресс сезона».
На Открытом чемпионате Австралии 2015 года Бушар вышла в четвертьфинал, где на её пути встала Мария Шарапова. На Ролан Гаррос в мае она выбыла уже в первом раунде и потеряла место в топ-10. На Уимблдонском турнире прошлогодняя финалистка также выбыла на старте турнира. проиграв теннисистке из второй сотни Дуань Инъин. На Открытом чемпионате США Бушар смогла выйти в четвёртый раунд, но не вышла на матч против Роберты Винчи из-за травмы. Сезон 2015 года сложился для канадки не лучшим образом и её баланс матчей за год был отрицательным (12-18). В рейтинге она потеряла 41 позицию и занимала на конец сезона 48-ю строчку.
2016 год Бушар начинает с четвертьфинала на турнире в Шэньчжэне. Затем она смогла выйти в финал турнира в Хобарте. В борьбе за титул Бушар проиграла француженке Ализе Корне — 1-6, 2-6. На Австралийском чемпионате она проиграла во втором раунде Агнешке Радваньской. В начале марта Бушар сыграла ещё в одном финале WTA. На этот раз на турнире в Куала-Лумпуре она проигрывает в упорной борьбе Элине Свитолиной со счётом 7-6(5) 4-6 5-7. В мае на турнире в Риме в матче второго раунда Бушар обыграла № 2 в мире Анжелику Кербер, но уже в следующем раунде выбыла с турнира. На Ролан Гаррос она проиграла во втором раунде, а на Уимблдоне в третьем. Следующую победу на представительницей топ-10 Бушар одержала на турнире в Торонто над Доминикой Цибулковой. Летом она приняла участие в Олимпийских играх в Рио-де-Жанейро. В матче первого раунда Бушар обыграла сильную американку Слоан Стивенс, а во втором не смогла справиться со второй ракеткой мира Анжеликой Кербер. В парном разряде в альянсе с Габриэлой Дабровски она также завершила выступления во втором раунде. На Открытом чемпионате США канадскую спортсменку на старте турнира обыграла чешка Катерина Синякова.

### 2017—2019 (спад в игре)

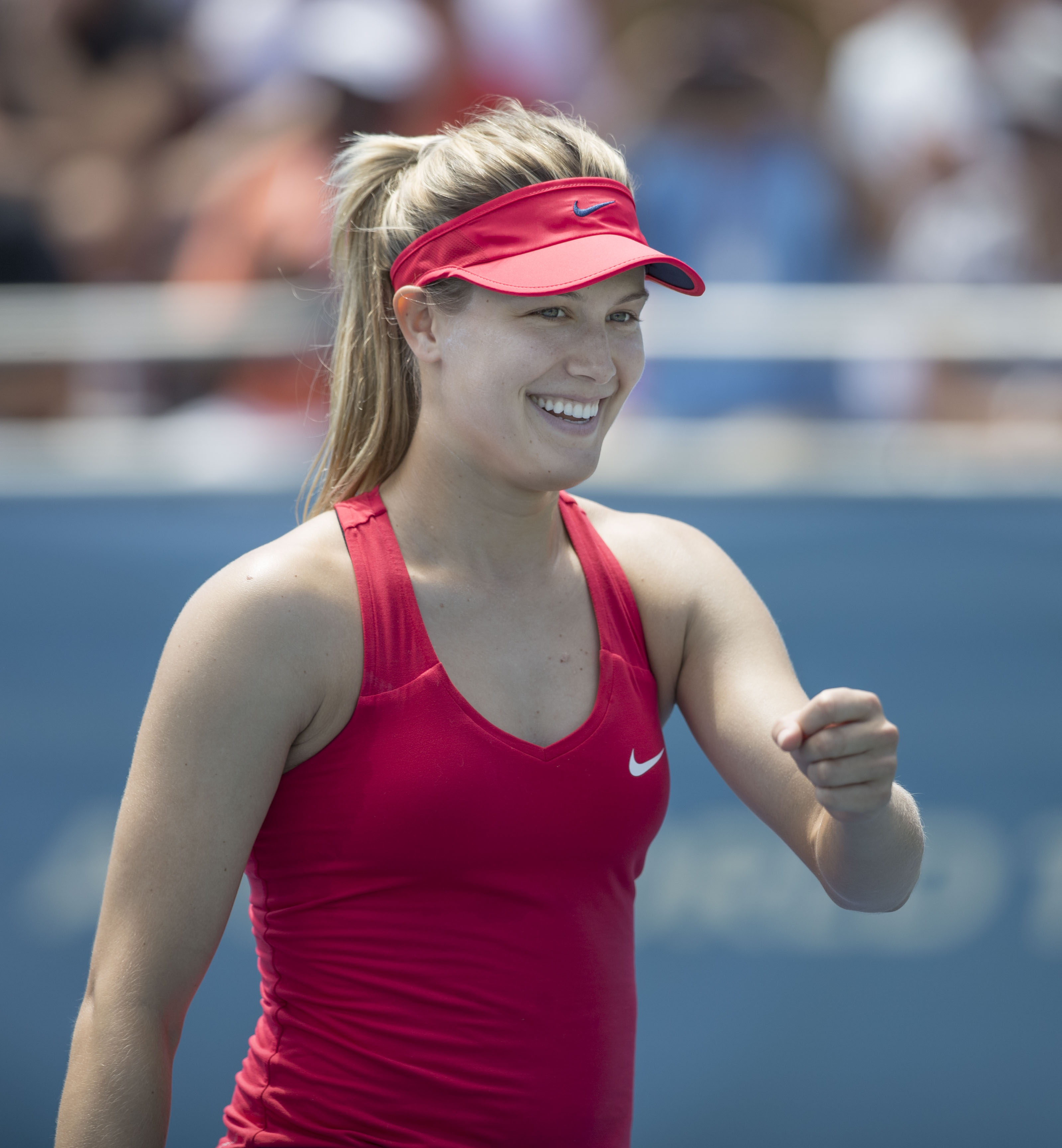
На турнире в Вашингтоне 2017 года

В январе 2017 года Бушар вышла в полуфинал турнира в Сиднее. На Австралийском чемпионате канадка в третьем раунде уступила Коко Вандевеге. В мае она сыграла в четвертьфинале на крупном турнире в Мадриде, где обыграла во втором раунде Марию Шарапову, а в третьем № 2 в мире Анжелику Кербер. На Открытом чемпионате Франции Бушар во втором раунде проиграла Анастасии Севастовой, а на Уимблдоне уже в первом Карле Суарес Наварро. В августе она сыграла парный финал турнира в Вашингтоне в партнёрстве со Слоан Стивенс. В одиночном разряде результаты были плохими. Бушар не могла пройти дальше второго раунда, а на Открытом чемпионате США выбыла в первом. В октябре ей удалось сыграть ещё один парный финал — на турнире в Люксембурге в дуэте с Кирстен Флипкенс.
В 2018 году падение продолжилось и в начале года Бушар покинула топ-100 одиночного рейтинга. На Открытом чемпионате Австралии она проиграла во втором раунде Симоне Халеп.
В конце января, получив особое приглашение на турнир в Гаосюне (Тайвань), Бушар сыграла в четвертьфинале. Из-за низкого рейтинга на Большие шлемы приходилось пробиваться через квалификацию. На Ролан Гаррос она проиграла уже в первом раунде отбора, а на Уимблдон прошла три раунда и сыграла в основе, где проиграла во втором раунде Эшли Барти. В июле произошёл небольшой всплеск на турнире в Гштаде, где удалось пройти в полуфинал. На Открытом чемпионате США Бушар попала на турнир через сито квалификации и вышла во второй раунд, в котором уступила Маркете Вондроушовой. На последнем для себя в сезоне турнире в Люксембурге произошёл ещё один всплеск хорошей игры. Попав на турнир через три раунда квалификации, канадская теннисистка смогла в общей сложности выиграть шесть матчей подряд и выйти в полуфинал. Достигнутый результат позволил вернуть себе место в первой сотне мирового рейтинга.
На старте 2019 года Бушар сыграла на турнире в Окленде, где вышла в четвертьфинал, а также выиграла парный приз в команде с Софией Кенин. На Открытом чемпионате Австралии на стадии второго раунда сыграла с Сереной Уильямс и проиграла в двух сетах. С февраля по сентябрь у Бушар произошла серия поражений из 13 матчей подряд, что отразилось на рейтинге и концу года она провалилась в третью сотню.

### 2020—2023 (травма плеча и возвращение)
В начале 2020 года Бушар предоставили уайлд-кард на турнире в Окленде и она воспользовалась им, пройдя в четвертьфинал и переиграв Кирстен Флипкенс и Каролин Гарсию. Далее ей не удалось пройти квалификацию на Открытый чемпионат Австралии, где она проиграла в финале отбора. После перерыва в сезоне Бушар вышла в четвертьфинал в Праге, где также сыграла, благодаря уайлд-кард. В сентябре она хорошо выступила на турнире в Стамбуле. начав его с квалификации, Бушар впервые за долгое время сделала длинную победную серию, состоявшую из шести матчей подряд и вышла в финал (первый в одиночках с 2014 года). В решающем матче она проиграла Патричии Марии Циг из Румынии на тай-брейке третьего сета. Бушар была приглашена на, состоявшийся в этом году осенью, Ролан Гаррос, где смогла выйти в третий раунд, проиграв на этой стадии итоговой чемпионки того турнира — Иге Свёнтек. В рейтинге она не смогла сильно продвинуться вперёд, закрепившись в середине второй сотни.
В 2021 году Бушар вновь не смогла порадовать стабильными результатами. На Открытый чемпионат Австралии она не попала, проиграв в квалификации. В марте она сыграла в парном финале турнира в Лионе, куда вышла совместно с Ольгой Данилович из Сербии. Затем удалось получить уайлд-кард на новый в календаре турнир в Гвадалахаре и Бушар смогла выйти в финал, где сразилась с Сарой Соррибес Тормо из Испании и проиграла со счётом 2-6, 5-7.
С конца марта 2021 года и до августа 2022 года Бушар сделала перерыв в карьере. В июне 2021 года перенесла операцию на правом плече. Восстановление затянулось более чем на год: Эжени вернулась в тур ближе к Открытому чемпионату США 2022 года, на который она не прошла квалификацию. В сентябре получила уайлд-кард на турнир в Ченнаи и вышла там в четвертьфинал.
В конце 2023 года была впервые с 2018 года приглашена в сборную Канады и помогла ей завоевать первый в истории команды Кубок Билли Джин Кинг, выступая в парах с Габриэлой Дабровски.

### 2024—2025
В сентябре 2023 года Бушар объявила, что на будущий год присоединяется к Профессиональной ассоциации пиклбола, представляющего собой отличную от тенниса по правилам и оборудованию игру в мяч с ракетками. Канадка подчеркнула, что не рассматривает этот шаг как завершение карьеры в теннисе. Первую игру на пиклбольном корте провела 10 января 2024 года, дебют в PPA был запланирован на февраль.
В начале мая 2024 года она получила wild card в основную сетку грунтового 75-тысячника ITF W75 Florida's Sports Coast Open в Зефирхилсе (США), где она в первом круге одиночного разряда разгромила № 224 литовку Юстину Микульските со счётом 6-1, 6-2 и дошла до четвертьфинала, где проиграла американке Кайле Дэй со счётом 7-6, 5-7, отказ. Она так же на этом турнире вместе с венгерской теннисисткой Фанни Штоллар дошла до четвертьфинала парного разряда, где они проиграли американкам Софи Чанг и Джейми Лёб со счётом 6-4, 6-7, [8:10].
В начале августа 2024 года она также получила приглашение на участие в квалификации турнира категории WTA 1000 Открытый чемпионат Канады, но в первом круге квалификации она проиграла опытной японке Моюке Утидзима со счётом 7-5, 5-7, 4-6.
Летом 2025 года приняла участие в основной сетке турнира WTA впервые с 2023 года, однако вскоре после этого официально объявила, что завершит карьеру после Открытого чемпионата Канады.

## Итоговое место в рейтинге WTA по годам
| Год  | Одиночный рейтинг | Парный рейтинг |
| 2022 | 323               | 458            |
| 2021 | 246               | 344            |
| 2020 | 141               | 803            |
| 2019 | 224               | 192            |
| 2018 | 89                | 305            |
| 2017 | 81                | 112            |
| 2016 | 47                | 1 039          |
| 2015 | 48                | 365            |
| 2014 | 7                 | 230            |
| 2013 | 32                | 132            |
| 2012 | 144               | 191            |
| 2011 | 302               | 362            |
| 2010 | 538               | 527            |
| 2009 | 1 068             |                |
| 2008 | 1 104             |                |

## Выступления на турнирах

### Финалы турниров Большого шлема в одиночном разряде (1)

#### Поражения (1)
| №  | Год  | Турнир   | Покрытие | Соперница в финале | Счёт    |
| 1. | 2014 | Уимблдон | Трава    | Петра Квитова      | 3-6 0-6 |

### Финалы турнировWTAв одиночном разряде (8)

#### Победы (1)
| Легенда:                                   |
| ------------------------------------------ |
| Турниры Большого шлема (0*)                |
| Олимпиада (0)                              |
| Итоговый турнир WTA (0)                    |
| Premier Mandatory / WTA 1000 Mandatory (0) |
| Premier 5 / WTA 1000 (0)                   |
| Premier / WTA 500 (0)                      |
| International / WTA 250 (1)                |

| Титулы по покрытиям | Титулы по месту проведения матчей турнира |
| ------------------- | ----------------------------------------- |
| Хард (0*)           | Зал (0)                                   |
| Грунт (1)           | Зал (0)                                   |
| Трава (0)           | Открытый воздух (1)                       |
| Ковёр (0)           | Открытый воздух (1)                       |

* количество побед в одиночном разряде.
| №  | Дата        | Турнир             | Покрытие | Соперница в финале | Счёт        |
| 1. | 24 мая 2014 | Нюрнберг, Германия | Грунт    | Каролина Плишкова  | 6-2 4-6 6-3 |

#### Поражения (7)
| №  | Дата             | Турнир                 | Покрытие | Соперница в финале  | Счёт           |
| 1. | 13 октября 2013  | Осака, Япония          | Хард     | Саманта Стосур      | 6-3 5-7 2-6    |
| 2. | 5 июля 2014      | Уимблдон               | Трава    | Петра Квитова       | 3-6 0-6        |
| 3. | 27 сентября 2014 | Ухань, Китай           | Хард     | Петра Квитова       | 3-6 4-6        |
| 4. | 16 января 2016   | Хобарт, Австралия      | Хард     | Ализе Корне         | 1-6 2-6        |
| 5. | 6 марта 2016     | Куала-Лумпур, Малайзия | Хард     | Элина Свитолина     | 7-6(5) 4-6 5-7 |
| 6. | 13 сентября 2020 | Стамбул, Турция        | Грунт    | Патрича Мария Циг   | 6-2 1-6 6-7(4) |
| 7. | 13 марта 2021    | Гвадалахара, Мексика   | Хард     | Сара Соррибес Тормо | 2-6 5-7        |

### Финалы турнировITFв одиночном разряде (7)

#### Победы (6)
| Легенда:         |
| ---------------- |
| WTA 125K (0*)    |
| 100.000 USD (0)  |
| 75.000 USD (0)   |
| 50.000 USD (1+1) |
| 25.000 USD (2)   |
| 10.000 USD (3)   |

| Титулы по покрытиям | Титулы по месту проведения матчей турнира |
| ------------------- | ----------------------------------------- |
| Хард (3*)           | Зал (1)                                   |
| Грунт (3+1)         | Зал (1)                                   |
| Трава (0)           | Открытый воздух (5+1)                     |
| Ковёр (0)           | Открытый воздух (5+1)                     |

* количество побед в одиночном разряде + количество побед в парном разряде.
| №  | Дата           | Турнир            | Покрытие   | Соперница в финале | Счёт            |
| 1. | 5 февраля 2011 | Берни, Австралия  | Хард       | Чжэн Сайсай        | 6-4 6-3         |
| 2. | 10 апреля 2011 | Шибеник, Хорватия | Грунт      | Жессика Жинье      | 6-2 6-0         |
| 3. | 12 мая 2012    | Бостад, Швеция    | Грунт      | Катарина Ленерт    | 7-6(4) 6-0      |
| 4. | 19 мая 2012    | Бостад, Швеция    | Грунт      | Милана Шпремо      | 6-3 6-0         |
| 5. | 22 июля 2012   | Гранби, Канада    | Хард       | Стефани Дюбуа      | 6-2 5-2 — отказ |
| 6. | 4 ноября 2012  | Торонто, Канада   | Хард (зал) | Шэрон Фичмен       | 6-1 6-2         |

#### Поражения (1)
| №  | Дата            | Турнир          | Покрытие   | Соперница в финале | Счёт    |
| 1. | 28 октября 2012 | Сагеней, Канада | Хард (зал) | Мэдисон Киз        | 4-6 2-6 |

### Финалы турнировWTAв парном разряде (5)

#### Победы (1)
| №  | Дата          | Турнир                 | Покрытие | Партнёрша   | Соперницы в финале                 | Счёт           |
| 1. | 6 января 2019 | Окленд, Новая Зеландия | Хард     | София Кенин | Тейлор Таунсенд Пэйдж Мэри Хуриган | 1-6 6-1 [10-7] |

#### Поражения (4)
| №  | Дата            | Турнир             | Покрытие   | Партнёрша        | Соперницы в финале            | Счёт              |
| 1. | 3 августа 2013  | Вашингтон, США     | Хард       | Тейлор Таунсенд  | Сюко Аояма Вера Душевина      | 3-6 3-6           |
| 2. | 5 августа 2017  | Вашингтон, США (2) | Хард       | Слоан Стивенс    | Сюко Аояма Рената Ворачова    | 3-6 2-6           |
| 3. | 21 октября 2017 | Люксембург         | Хард (зал) | Кирстен Флипкенс | Лесли Керкхове Лидия Морозова | 7-6(4) 4-6 [6-10] |
| 4. | 7 марта 2021    | Лион, Франция      | Хард (зал) | Ольга Данилович  | Виктория Кужмова Аранча Рус   | 6-3 5-7 [7-10]    |

### Финалы турнировITFв парном разряде (4)

#### Победы (1)
| №  | Дата           | Турнир     | Покрытие | Партнёрша       | Соперницы в финале            | Счёт           |
| 1. | 22 апреля 2012 | Дотан, США | Грунт    | Джессика Пегула | Мари-Эв Пеллетье Шэрон Фичмен | 6-4 4-6 [10-5] |

#### Поражения (3)
| №  | Дата           | Турнир           | Покрытие   | Партнёрша         | Соперницы в финале                 | Счёт           |
| 1. | 10 июля 2011   | Ватерлоо, Канада | Грунт      | Меган Мултон-Леви | Эйжа Мухаммад Александра Мюллер    | 3-6 6-3 [7-10] |
| 2. | 4 ноября 2012  | Торонто, Канада  | Хард (зал) | Джессика Пегула   | Габриэла Дабровски Алла Кудрявцева | 2-6 6-7(2)     |
| 3. | 11 ноября 2012 | Финикс, США      | Хард       | Ульрикке Эйкери   | Жаклин Како Натали Плускота        | 3-6 6-2 [4-10] |

### Финалы командных турниров (1)

#### Победы (1)
| №  | Год  | Турнир                | Место проведения | Покрытие   | Команда                                                             | Соперницы в финале                                                        | Счёт |
| -- | ---- | --------------------- | ---------------- | ---------- | ------------------------------------------------------------------- | ------------------------------------------------------------------------- | ---- |
| 1. | 2023 | Кубок Билли Джин Кинг | Севилья, Испания | Хард (зал) | Канада Э. Бушар, Г. Дабровски, Р. Марино, М. Стакушич, Л. Фернандес | Италия Л. Бронцетти, Э. Коччаретто, Ж. Паолини, Л. Стефанини, М. Тревизан | 2:0  |

## История выступлений на турнирах
По состоянию на 12 сентября 2022 года
Для того, чтобы предотвратить неразбериху и удваивание счета, информация в этой таблице корректируется только по окончании участия там данного игрока.
| Турнир                       | 2013          | 2014          | 2015          | 2016  | 2017          | 2018          | 2019          | 2020          | 2021  | 2022  | Итог   | В/П за карьеру |
| ---------------------------- | ------------- | ------------- | ------------- | ----- | ------------- | ------------- | ------------- | ------------- | ----- | ----- | ------ | -------------- |
| Турниры Большого шлема       |               |               |               |       |               |               |               |               |       |       |        |                |
| Открытый чемпионат Австралии | К             | 1/2           | 1/4           | 2Р    | 3Р            | 2Р            | 2Р            | К             | К     | -     | 0 / 6  | 14-6           |
| Открытый чемпионат Франции   | 2Р            | 1/2           | 1Р            | 2Р    | 2Р            | К             | 1Р            | 3Р            | -     | -     | 0 / 7  | 10-7           |
| Уимблдонский турнир          | 3Р            | Ф             | 1Р            | 3Р    | 1Р            | 2Р            | 1Р            | НП            | -     | -     | 0 / 7  | 11-7           |
| Открытый чемпионат США       | 2Р            | 4Р            | 4Р            | 1Р    | 1Р            | 2Р            | 1Р            | -             | -     | К     | 0 / 7  | 8-6            |
| Итог                         | 0 / 3         | 0 / 4         | 0 / 4         | 0 / 4 | 0 / 4         | 0 / 3         | 0 / 4         | 0 / 1         | 0 / 0 | 0 / 0 | 0 / 27 |                |
| В/П в сезоне                 | 4-3           | 19-4          | 7-3           | 4-4   | 3-4           | 3-3           | 1-4           | 2-1           | 0-0   | 0-0   |        | 43-26          |
| Олимпийские игры             |               |               |               |       |               |               |               |               |       |       |        |                |
| Летняя олимпиада             | Не проводился | Не проводился | Не проводился | 2Р    | Не проводился | Не проводился | Не проводился | Не проводился | -     | НП    | 0 / 1  | 1-1            |
| Итоговые турниры             |               |               |               |       |               |               |               |               |       |       |        |                |
| Итоговый турнир WTA          | -             | Группа        | -             | -     | -             | -             | -             | НП            | -     |       | 0 / 1  | 0-3            |

К — проигрыш в квалификационном турнире.

## Личная жизнь
В феврале 2017 года Эжени Бушар в социальной сети Твиттер проиграла спор своему болельщику по результату матча Супербоул LI между «Атланта Фэлконс» и «Нью-Ингленд Пэтриотс», согласно которому она должна была сходить с ним на свидание. Спортсменка сдержала слово, и свидание состоялось.